# كارلوس غونزاليس (لاعب كرة قدم مواليد 1986)
كارلوس غونزاليس (بالإسبانية: Carlos Javier González Ozuna)‏ هو لاعب كرة قدم ومدرب كرة قدم باراغواياني في مركز الهجوم، ولد في 8 فبراير 1986 في باراغواي. لعب مع Persiba Balikpapan ‏.

## وصلات خارجية
- كارلوس غونزاليس (لاعب كرة قدم مواليد 1986) على موقع قاعدة بيانات كرة القدم.إي يو (الإنجليزية)
- كارلوس غونزاليس (لاعب كرة قدم مواليد 1986) على موقع Soccerway.com (الإنجليزية)